# Základní zapojení tranzistoru
Základní zapojení tranzistoru jsou různé způsoby, jak vytvořit zesilovací stupeň s jedním tranzistorem. Různá základní zapojení tranzistoru mají různé elektrické vlastnosti a použití. Jsou pojmenována podle elektrody, která je společná pro vstupní a výstupní obvod. Tato elektroda je obvykle připojena na pevně definovaný elektrický potenciál. V případě bipolárního tranzistoru existuje zapojení se společným emitorem, zapojení se společným kolektorem, obvykle nazývané emitorový sledovač, a zapojení se společnou bází.

## Přehled
Zapojení i složitých zařízení jako je audiozesilovač lze rozložit (alespoň myšlenkově) na několik zde popsaných základních obvodů. Celková funkce zařízení vyplývá z kombinace a souhry těchto základních obvodů.
Tento článek popisuje základní obvody s bipolárními tranzistory. Existují však jejich obdoby s tranzistory řízenými polem (FET) a s elektronkami. Přestože vlastnosti odpovídajících obvodů s různými druhy aktivních prvků nejsou úplně stejné, jejich chování je podobné díky stejným základním principům. Následující tabulka obsahuje názvy základních zapojení zesilovacích stupňů s různými aktivními prvky:
| Bipolární tranzistor    | zapojení se společným emitorem common emitter         | zapojení se společným kolektorem (emitorový sledovač) common collector (emitter follower) | zapojení se společnou bází common base            |
| Polem řízený tranzistor | zapojení se společnou elektrodou source common source | zapojení se společnou elektrodou drain common drain (source follower)                     | zapojení se společnou elektrodou gate common gate |
| Elektronka              | zapojení se společnou katodou common cathode          | zapojení se společnou anodou (katodový sledovač) common plate (cathode follower)          | zapojení se společnou mřížkou common grid         |

Zapojení bipolárních tranzistorů (se společným emitorem, kolektorem a bází)

Na schématech vpravo je v horní řadě společná elektroda vždy nakreslena dole. Funkčně přehlednější mohou být uspořádání nakreslená v dolní řadě.
Výše zmíněná metoda pro stanovení druhu zapojení není vždy přesně splněna, takže někdy je potřeba aplikovat další kritérium: základní zapojení je dáno elektrodou tranzistoru, na níž je společný referenční potenciál vstupu a výstupu, případně je to elektroda, která neslouží ani jako vstup ani jako výstup.

## Zapojení se společným emitorem
Zapojení se společným emitorem vychází ze základní funkce bipolárního tranzistoru: Vstupním signálem je střídavý proud tekoucí do báze, který na výstupu tvořeném kolektorem vyvolává střídavý proud, jehož velikost je přibližně rovna součinu vstupního proudu a proudového zesilovacího činitele {\displaystyle \beta }.

Zesilovací stupeň v zapojení se společným emitorem se stabilizací pracovního bodu stejnosměrnou zpětnou vazbou

Nízkošumové zapojení se společným emitorem se stejnosměrnou zpětnou vazbou a proudovým zrcadlem jako zdrojem proudu

Schéma vpravo zobrazuje zesilovací stupeň pro střídavé napětí v zapojení se společným emitorem s kondenzátorem přemosťujícím emitorový rezistor. Rezistory {\displaystyle R_{1}}, {\displaystyle R_{2}} a {\displaystyle R_{4}} slouží k nastavení pracovního bodu tranzistoru. Rezistor {\displaystyle R_{4}} slouží pro stabilizaci pracovního bodu pomocí stejnosměrné zpětné vazby. Kondenzátory určují dolní mezní kmitočet obvodu. Jsou tak velké, aby nad tímto mezním kmitočtem (ve srovnání k stávající paralelních rezistory) pro zesilovaný střídavý užitečný signál představovaly téměř zkrat. Jedná se především o paralelní zapojení kondenzátoru {\displaystyle C_{3}} a rezistoru {\displaystyle R_{4},} které emitor pro střídavý proud spojuje se zemí. {\displaystyle C_{1}} a {\displaystyle C_{2}} blokují stejnosměrnou složku na vstupu a výstupu. Proud báze ovlivňuje proud kolektor-emitor, který odpovídá násobku proudu báze a proudového zesilovacího činitele {\displaystyle \beta .}
Vstupní odpor je relativně malý a odpovídá paralelnímu zapojení kombinace rezistorů {\displaystyle R_{1}}, {\displaystyle R_{2}} a (při velmi velkém {\displaystyle C_{3}}) odporu báze-emitor {\displaystyle r_{\mathrm {BE} }}. Vynecháním kondenzátoru {\displaystyle C_{3}} se vstupní odpor zvýší, protože takže místo {\displaystyle r_{\mathrm {BE} }} je třeba počítat s odporem {\displaystyle r_{\mathrm {BE} }+\beta \cdot R_{4}}. Výstupní odpor je tvořen paralelním spojením pracovního rezistoru {\displaystyle R_{3}} a odporu kolektor-emitor {\displaystyle r_{\mathrm {CE} }} (který je zpravidla mnohem větší než {\displaystyle R_{3}}). Napěťové zesílení je při chybějícím {\displaystyle C_{3}} poměrem {\displaystyle R_{3}} k {\displaystyle R_{4}}, kromě toho je závislé na typu tranzistoru a teplotě. Emitorový proud se rovná součtu kolektorového a bázového proudu.
Nevýhodou je omezení horního mezního kmitočtu kvůli Millerovu efektu. Tomu je možné se vyhnout použitím kaskody ze dvou tranzistorů.
Zapojení se společným emitorem odpovídá v případě tranzistorů řízených polem zapojení se společnou elektrodou source, v případě vakuových elektronek zapojení se společnou katodou.

### Volba hodnot součástek
Napětí na {\displaystyle R_{4}} má přibližně hodnotu danou děličem napětí {\displaystyle R_{1}} a {\displaystyle R_{2}} po odečtení úbytku napětí asi 0,5 až 0,7 V (pro křemíkové tranzistory). {\displaystyle R_{3}} je třeba zvolit tak, aby pokles napětí na {\displaystyle R_{3}} byl asi polovina napájecího napětí {\displaystyle U_{\mathrm {cc} }} po odečtení poklesu napětí na {\displaystyle R_{4}}, aby obě půlvlny mohly dosáhnout maximální hodnoty.
Obvod nemá žádnou střídavou zpětnou vazbu, což způsobuje zkreslení signálu. To lze výrazně zlepšit použitím rezistoru {\displaystyle R_{GK}} v sérii k {\displaystyle C_{3}}. Tím se však sníží zesílení přibližně na hodnotu {\displaystyle {\frac {R_{3}}{R_{GK}}}}.

### Vlastnosti
- invertující
- proudové zesílení: vysoké (101...103)
- napěťové zesílení: vysoké (101...103)
- výkonové zesílení: velmi vysoké (102...106), přibližně napěťové zesílení × proudové zesílení
- vstupní odpor: střední (500 Ω–2 kΩ)
- výstupní odpor: střední (50 Ω–100 kΩ, mírně menší než odpor zatěžovací rezistoru R3)
- zesílení s malým zkreslením pouze pro velmi malá vstupní napětí: pokud je použit C3, řádově µV až několik mV, jinak v závislosti na poměru {\displaystyle {\tfrac {R_{3}}{R_{4}}}}.

### Oblast použití
Zapojení se společným emitorem se používá v mnoha oblastech elektroniky, například v zesilovačích malého signálu a elektronických spínačích. Jde o zdaleka nejběžnější zapojení tranzistoru.

### Stabilizace pracovního bodu

Stejnosměrná zpětná vazba

Typ stabilizace pracovního bodu je v principu nezávislý na zapojení tranzistoru. Existují následující stabilizační zapojení:
- stabilizace pomocí emitorového odporu případně stejnosměrné vazby (viz schéma „stejnosměrná vazba“)
Tranzistor se zahřívá během provozu, čímž se stává vodivější a protéká jím větší kolektorový proud. Větší kolektorový proud způsobuje větší pokles napětí na emitorovém odporu {\displaystyle R_{4}}. Napětí báze-emitor klesá a tranzistor se více uzavírá.
- stejnosměrná zpětná vazba (schéma vpravo)
Při růstu kolektorového proudu kvůli zahřívání tranzistoru se zvětší úbytek napětí na odporu {\displaystyle R_{\mathrm {c} }}. Kvůli tomu se snižuje napětí báze-emitor a kolektor-emitor. Tranzistor se více zavírá a kolektorový proud se zmenšuje.

## Zapojení se společným kolektorem (emitorový sledovač)

Zesilovač v zapojení se společným kolektorem

Pro obdobné zapojení tranzistoru řízeného polem se společnou elektrodou drain viz unipolární tranzistor
Zdroj napětí by neměl mít pro signál žádný odpor (v případě potřeby se k němu paralelně zapojí kondenzátor), aby na kolektoru bylo konstantní napětí. V tomto zapojení malý proud báze-emitor řídí větší proud kolektor-emitor. Ten je nastaven zatěžovacím rezistorem {\displaystyle R_{3}}, na kterém je napětí {\displaystyle U_{\mathrm {a} }=U_{\mathrm {e} }-U_{\mathrm {be} },} kde {\displaystyle U_{\mathrm {e} }} je vstupní napětí a {\displaystyle U_{\mathrm {be} }} je napětí báze-emitor (asi 0,7 V).

Napěťový sledovač realizovaný operačním zesilovačem na výstupu zesílený tranzistorem v zapojení se společným kolektorem; na toto zapojení lze pohlížet jako na ideální tranzistor, u něhož vstupní signál není ovlivněn úbytkem napětí mezi bází. Je to základní obvod lineárního stabilizátoru napětí, protože U_{e}= U_{a}.

Výstupní napětí na emitoru tedy sleduje přibližně vstupní napětí, proto se tomuto zapojení říká také emitorový sledovač. Protože se zdá, že proud procházející zatěžovacím rezistorem na vstupu je snížen o faktor proudového zesílení, je vstupní impedance emitorového sledovače velmi vysoká, a napěťové zesílení je přibližně 1. Obvod lze tedy považovat za impedanční transformátor.
Obdobné zapojení s tranzistorem řízeným polem se nazývá zapojení se společnou elektrodou drain; odpovídající základní zapojení s elektronkou se nazývá katodový sledovač nebo zapojení se společnou anodou.

### Volba hodnot součástek
Aby obě půlvlny signálu mohly dosahovat maximální hodnoty, mělo by napětí na {\displaystyle R_{3}} být přesně polovinou napájecího napětí {\displaystyle U_{\mathrm {cc} }}. Toho se dosáhne, pokud rezistory {\displaystyle R_{1}} a {\displaystyle R_{2}} mají stejnou hodnotu.

### Vlastnosti
- neinvertující
- napěťové zesílení: poněkud menší než 1
- proudové zesílení: vysoké (101...103)
- výkonové zesílení: téměř rovné proudovému zesílení
- vstupní odpor: vysoký (zatěžovací odpor × proudové zesílení)
- výstupní odpor: malý (odpor zdroje / proudové zesílení)
- nízké zkreslením pro vstupní napětí téměř rovné napájecímu napětí

### Oblast použití
Impedanční transformátor, např. pro krystalové přenosky nebo piezoelektrické snímače zvuku, v kondenzátorových a elektretových mikrofonech; jako součást předzesilovače Darlingtonova zapojení (kde je zátěží báze koncového stupně) a mnoho koncových stupňů audiozesilovačů.

## Zapojení se společnou bází
Podobá se zapojení společným emitorem, báze je však připojena na zem nebo na konstantní napětí a proud emitoru musí protékat i zdrojem signálu. Proudové zesílení je proto 1. Vstupní odpor je velmi malý, protože veškerý zatěžovací proud i proud báze musí být odebírán ze vstupu. Vstupní odpor a napěťové zesílení odpovídá zapojení se společným emitorem.
Obdoba pro tranzistory řízené polem se nazývá zapojení se společným hradlem; pro elektronky zapojení se společnou mřížkou.

### Vlastnosti
- neinvertující

Zesilovač v zapojení se společnou bází

- proudové zesílení: poněkud menší než 1
- napěťové zesílení: vysoké (101...103)
- výkonové zesílení: stejné jako napěťové zesílení
- napěťové zesílení: o 5 % až 10 % větší než u zapojení se společným emitorem
- vstupní odpor: malý (1–100 Ω)
- výstupní odpor: vysoký (odpovídá přibližně emitorovému rezistoru)
- vysoký mezní kmitočet díky zpětnému působení výstupního napětí na řídicí elektrodu (báze spojena s nulovým potenciálem)
- nízké zkreslení pro vstupní napětí do 10 % napájecího napětí

### Oblast použití
Protože jeho vstupní kapacita netrpí Millerovým efektem, používá se především pro vysokofrekvenční (VF) aplikace:
- VF stupně
- VF oscilátory od asi 50 MHz

## Kombinace
Kombinací základních zapojení jsou následující obvody:
- Paralelní zapojení: několik tranzistorů zapojených paralelně, pro bipolární tranzistory musí mít každý vlastní emitorový rezistor, aby bylo zajištěno rovnoměrné rozdělení proudu (není třeba pro MOSFET a IGBT)
- Kaskádové zapojení; sériové zapojení několika tranzistorů v zapojení se společným emitorem, jejichž úbytky napětí se sčítají, každý tranzistor vyžaduje vlastní, potenciálově oddělenou, bázovou regulaci.
- Kaskoda: Kombinace zapojení se společným emitorem (spodní tranzistor) se zapojením se společnou bází (horní tranzistor) tvoří kaskodový zesilovač, jehož vstupní odpor je nízký a výstupní velmi vysoký. Tento obvod má mimořádně malou zpětnou vazbu a proto je vhodný pro VF použití.
- Invertor v TTL logice: kombinace stupně se společnou bází následovaná stupněm se společným emitorem.
- Darlingtonovo zapojení: dva tranzistory v zapojení se společným kolektorem zapojené sériově; báze druhého je zátěží prvního, sdílejí napětí mezi bází prvního a emitorem druhého. Darlingtonovo zapojení je možné považovat za jediný tranzistor s vysokým proudovým zesílením. Vyrábějí se jako nejjednodušší integrované obvody, nazývané Darlingtonovy tranzistory.
- Tyristorový obvod, multivibrátor: Dva tranzistory v zapojení se společným emitorem se zpětnou vazbou.
- Schmittův klopný obvod: dva tranzistory v zapojení se společným kolektorem, ale se společným emitorovým rezistorem.

Výstup TTL obvodů je tvořen dvěma tranzistory v polomůstkovém uspořádání; spodní v zapojení se společným emitorem, horní se společným kolektorem.
V proudovém zrcadle pracuje druhý tranzistor v zapojení se společným emitorem, první poskytuje napětí pro bázi druhého, takže jeho kolektorový proud se rovná vstupnímu proudu; používá se jako nastavitelný zdroj proudu.
U diferenciálního vstupu, např. operačního zesilovače, každý z obou vstupních tranzistorů pracuje v zapojení se společným emitorem (invertující). Pokud je na bázi jednoho tranzistoru přivedeno větší napětí, tento tranzistor se otevře víc než druhý a „odsaje“ emitorový proud druhému tranzistoru, který se přivře. Rozdílové napětí se odebírá z kolektoru jednoho z tranzistorů. Kolektorové rezistory mohou být nahrazeny proudovým zrcadlem.